# Christian Mikolajczak
Christian Mikolajczak (* 15. Mai 1981 in Essen; Spitznamen: Micky, Miko) ist ein ehemaliger deutscher Fußballspieler. Mikolajczak war Mittelfeldspieler und Linksfüßer, weswegen er meist auf der linken Spielfeldseite agiert.

## Karriere

### Jugend
Christian Mikolajczak wuchs in Essen auf. Seine erste Mannschaften in der Jugend waren die dortigen Vereine Wacker Steele und FC Kray, bevor er 1992 in die Jugendmannschaft vom FC Schalke 04 wechselte. Er war außerdem in der deutschen U-18-Nationalmannschaft aktiv, mit der er an der U-18-Europameisterschaft 2000 in Irland teilnahm.

### Profi
Zur Saison 2000/01 rückte er in die erste Mannschaft des FC Schalke 04 auf, für die er in seinem ersten Profijahr 13 Ligaspiele bestritt, deutscher Vizemeister wurde und den DFB-Pokal gewann. Nach dem Saisonende wurde er zum damaligen Zweitligisten Hannover 96 ausgeliehen.
Für Hannover bestritt Mikolajczak in der folgenden Saison 2001/02 17 Zweitliga-Spiele und erzielte dabei sein erstes Ligator im Profibereich. Er kam über die Rolle eines Reservisten nicht hinaus. Nachdem er nach dem Saisonende nicht mehr weiter an Hannover verliehen wurde, löste er seinen Vertrag beim FC Schalke 04 auf, da er dort keine Perspektive für sich sah, und wechselte ablösefrei zu LR Ahlen. Bei dem heutigen Rot Weiss Ahlen spielte er die nächsten drei Spielzeiten.
Er wurde bei Ahlen insgesamt 74 Mal in der 2. Bundesliga eingesetzt. Dabei erzielte er sechs Tore, darunter im letzten Spiel der Saison 2004/05 beim TSV 1860 München das letzte Tor zum 4:3-Sieg, der Ahlen vor dem Abstieg bewahrte.
2005 wechselte er zu dem Ligakonkurrenten FC Erzgebirge Aue, bei dem er die Saison 2005/06 spielte und 16 Mal zum Einsatz kam. Nach dem Saisonende einigte er sich mit dem FC Erzgebirge auf die Auflösung seines bis zum 30. Juli 2007 datierten Vertrages und unterschrieb kurze Zeit später bei dem Regionalliga-Verein Holstein Kiel.
2007 wechselte Mikolajczak zum FSV Frankfurt. Dort unterschrieb er einen Zweijahresvertrag.
Zur Saison 2009/10 kehrte er zu Rot Weiss Ahlen zurück. Jedoch wurde er in der Winterpause wieder aussortiert und wechselte anschließend zu Dynamo Dresden, wo sein Vertrag nicht verlängert wurde. Nachdem Mikolajczak einige Zeit vereinslos war unterzeichnete er im September 2010 einen Einjahresvertrag bei der Sportvereinigung Elversberg.
Nach Ablauf seines Vertrages in Elversberg war er ein halbes Jahr vereinslos und unterschrieb im Januar 2012 einen Vertrag bei der SSVg Velbert. Am 6. Januar 2013 verließ er Velbert und unterzeichnete einen Vertrag beim Oberligisten SV Hönnepel-Niedermörmter.
Im Sommer 2015 wechselte Mikolajczak zum Mülheimer Landesligisten VfB Speldorf. Da er in Duisburg wohnt und in Oberhausen als Feuerwehrmann arbeitet, habe er nun kürzere Wege zu fahren. 2016 übernahm er dort das Traineramt.
Den VfB Speldorf führte er in der Saison 2016/17 zum Aufstieg in die Oberliga Niederrhein. Nach dem Klassenerhalt im ersten Jahr und internen Querelen in der Folgesaison verließ er den Verein in der Winterpause 2018/19 und wurde Cheftrainer beim Ligakonkurrenten FSV Duisburg. Nach dem feststehenden Oberligaabstieg der Duisburger wurde Mikolajczak noch vor Saisonende wieder entlassen. Es folgten Stationen bei TuS Essen-West, FC Kray und dem Vogelsheimer SV.

### Erfolge
- Deutscher Vizemeister 2001
- DFB-Pokalsieger 2001
- Meisterschaft der 2. Bundesliga und Aufstieg in die 1. Bundesliga mit Hannover 96 2002